# Хитлерови дневници
Хитлерови дневници (нем. Hitler-Tagebücher) су 60 томова дневника за које се тврдило да су написани од стране Адолфа Хитлера, а које је кривотворио Конрад Кујау у периоду од 1981. до 1983. године. Дневнике је 1983. године купио западнонемачки лист Штерн за 9,3 милиона немачких марака, а затим продао права на објављивање другим листовима. Један од тих листова био је и британски Сандеј тајмс, чији је независни уредник и историчар Хју Тревор - Ропер испрва потврдио аутентичност дневника. Међутим, приликом најаве објављивања дневника, заједно са другим историчарима изражава сумњу у њихову оригиналност. Форензичким анализама које су уследиле, показало се да су дневници лажирани.

## Позадина
Дневници су били представљени као откриће немачког новинара Герда Хајдемана. Платили су новинару мало богатство за артикле, за које је Хајдеман рекао да су извучени из авионске несреће убрзо након завршетка Другог светског рата, а затим прокријумчарени на запад из комунистичке Источне Немачке. Хајдеман је тврдио да је купио 62 дневника од човека познатог само као "Фишер" (Koнрад Кујау), који је наводно радио за Хитлера. Претпостављало се да су дневници аутентични и да ће открити нове детаље о животу и мислима Хитлера.
Упркос његовој добро познатој страсти према било чему нацистичком, Хајдеман је био један од најбољих трагача часописа; његова колекција нацистичких артефакта укључивала је Герингову јахту, где се Хајдеман мешао са бившим официрима СС-а. У то време, изгледало је да је репортер, за кога се такође причало да је верен са Геринговом ћерком Едом, био превише опседнут нацистичким временом; убеђивао је да само негује изворе. Међутим, након афере, у штампи је оптужен да је истински симпатизер нациста. Један од Штернових уредника, Феликс Шмит, затражио је од Хајдемана да одлети у Турску да извештава о покушају убиства папе Јована Павла II. Шмит пише да су пре него што је успео да га пронађе доле да му да задатак, он и друга два виша уредника, Ролф Гилхаусен и Петер Кох, позвани у канцеларију издавача, где је на столу било oко 6 бележница. Речено им је да ови припадају Хитлеру. Шмит, Кох и Гилхаузен нису били много заинтересовани, али су ипак били намамљени у сценарио јер ипак је то била велика прича. Издавачи су већ до тада потрошили чак милион немачких марака.
На следећем састанку, Хајдеман је истакао значај свог открића: у априлу 1945. авион који је превозио Хитлерову робу срушио се у близини Дрездена. Хајдеман је навео да су дневници били међу њима. Хајдеман је затим описао како је дошао до дневника: на транзитној рути Источне Немачке, књиге су бачене из аутомобила модела Г.Д.Р. у покрету кроз отворени прозор његовог Мерцедеса након што је бацио новац да их плати. Ова стратегија му се, међутим, учинила претерано ризичном: часописи ће у будућности бити прокријумчарени преко границе уз пошиљку клавира. „Додуше: пажљиво слушамо Хајдеманову причу“, каже Шмит, „и нисмо неимпресионирани.“
Док је он наставио да купује књиге, два историчара су започела двогодишњи пројекат верификације дневника. Међутим, нису приметили да је управо књига коју су користили за проверу чињеница антологија Макса Домаруса: „Хитлер: говори и прокламације 1932-1945-Хроника диктатуре“ заправо књига из које је Кујау преписао своје податке. Уредници Штерна су 1982. године сазнали да постоји много више дневника. „Свеске су постајале све дебље — и постајале све скупље“, додаје Шмит. Штернов издавач потрошио је укупно 9,3 милиона немачких марака за куповину шездесет књига.
Међутим, након што су дневници објављени, постало је јасно да су били лажни. Научници су приметили су да су неки делови текста били преписани из других извора, укључујући књиге и чланке. Дневници су били написани на модерном папиру који није био доступан у време Хитлера, а такође су садржали правописне и граматичке грешке које Хитлер никада не би направио. Дневници су такође садржали многе референце и детаље који нису били тачни, укључујући наводну Хитлерову посету Норвешкој 1945. године која се није десила. Заменивши готичко „Ф“ са „А“, Кујау је означио црну корицу сваке свеске „ФХ“ уместо „АХ“, а тај детаљ је остао непримећен. Након што су дневници проглашени лажним, Хајдеман је оптужен за фалсификовање докумената, а неколико других особа је оптужено за саучесништво. Иако су Хитлерови дневници били лажни, они су привукли велику пажњу јавности и изазвали контроверзу у Немачкој и другим земљама. Ова афера је подстакла даље истраживање у вези са фалсификовањем историјских докумената и указала на потребу за строжом контролом аутентичности докумената пре њихове публикације.

## Суђење
Након предаје дневника, Кујау је видео вести у којима је проглашен фалсификатором, а када је сазнао да је Штерн платио девет милиона марака, позвао је свог адвоката, а затим тужиоца покрајине Хамбург, пре него што се сложио да се преда на граници Аустрије и Западне Немачке следећег дана. Када су власти претражиле његов дом, открили су много свезака које су били идентичне онима коришћеним у превари. Кујау је био бесан што је новинар још увек слободан и што је задржао толико новца од Штерна. Након тринаест дана, 26. маја, написао је потпуну исповест тврдећи да је Хајдеман цело време знао да су дневници лажни. Те вечери, Хајдеман је ухапшен.
Хајдеман и Кујау су били оптужени за преваре Штерна у износу од 9,3 милиона марака. Након годину дана истраге, суђење је почело у Хамбургу 21. августа 1985. године. Саслушања су трајала до јула 1985, када су обојица осуђени на казне затвора од четири године и осам месеци за Хајдемана и четири године и шест месеци за Кујауа. У
септембру, један од двојице судија који су надгледали случај уклоњен је након што је заспао; три дана касније, суд је "био забављен" гледањем слика доњег веша Идија Амина које је Хајдеман ставио на зид. Случај је у неким моментима постао "обрачун речима" између Кујауа и Хајдемана. Судија Ханс-Улрих Шредер је навео у свом сажетку: "немар Штерна ме је убедио да ублажим казне против два главна саучесника." Хајдеман је осуђен због крађе 1,7 милиона марака од Штерна, док је Кујау осуђен због добијања 1,5 милиона марака за своје учешће у фалсификатима. Чак и након продужене истраге и суђења, око пет милиона марака је остало изгубљено.

## Професионално мишљење
У интервјуу за „Die Zeit“, социјални психолог Харалд Велцер је признао да је до ове контроверзе могло доћи само у време када су Немци били опседнути Хитлером као методом прикривања истине да је немачки народ био учесник ужаса нацистичке ере. „Занимљиво је да се дневнички скандал догодио у периоду историјско-политичког преокрета“, додао је Велцер. „Годину дана пре него што је почела прича о Штерну, америчка серија „Холокауст“ је емитована на немачкој телевизији. Тиме је покренут процес који још увек траје: масовно клање Јевреја доведено је у први план опште свести.“
Рекао је да је признање националне кривице помогло Немцима да се отргну од опсесије Хитлером. Сада, каже он, постоји способност да се сатирично обрачунава са Хитлером — као у анимираном кратком филму „Чучим у мом бункеру“ (нем. „Ich hock in meinem Bonker“), у којем се мрзовољни, голи Хитлер жали у свом бункеру као скакутач Реге-налик мелодија. „Фасцинација Хитлером није пренета у трећу и четврту генерацију“, рекао је Велцер. „Најгоре је иза нас.“

## Последице
Након овог скандала, продаја лажних историјских докумената се драстично смањила, а многи експерти су појачали своје напоре у верификацији докумената пре него што их објаве. Истрага је показала да је Хајдеман имао везе са људима који су били умешани у производњу лажних дневника. Осим тога, откривено је да је Фишер, продавач дневника, био познат по продаји фалсификата других историјских докумената. Након што је откривена превара, издавачи су били приморани да повуку све примерке Хитлерових дневника. Убрзо након тога, Хајдеман и Фишер су осуђени на затворске казне због своје улоге у превари. Иако је ова прича остала као једна од највећих превара у историји, она је исто тако подстакла многе експерте да буду много опрезнији у процени аутентичности историјских докумената и артефакта. Укратко, Хитлерови дневници су били превара која је уздрмала свет и изазвала велику пажњу јавности. Њихова аутентичност била је тема бројних расправа и спекулација, а након темељне анализе и истраживања, откривено је да су лажни. Ова превара је изазвала многе контроверзе и подстакла опрез у процени аутентичности историјских извора.